# Mikołajki Pomorskie
Mikołajki Pomorskie is een dorp in het Poolse woiwodschap Pommeren, in het district Sztumski. De plaats maakt deel uit van de gemeente Mikołajki Pomorskie en telt 1400 inwoners.

## Verkeer en vervoer
- Station Mikołajki Pomorskie